# Microsoft Band
Microsoft Band（マイクロソフトバンド）は、マイクロソフトが2014年10月29日(アメリカ時間)に発売したリストバンド型ウェアラブル端末である。発売の翌日、マイクロソフトのオンラインストアで完売した。発売と同時に、スマートフォンと連携するためのMicrosoft Healthも出荷した。価格は199ドル。

## 概要
Microsoft Bandは、10個のセンサーを搭載し、ユーザーの心拍数・歩数・カロリー消費量・睡眠データ・歩行データによるマップ作成・紫外線量を測定でき、収集されたユーザーのデータはマイクロソフトの新しいフィットネスプラットフォーム「Microsoft Health」に保存される。
また、他のスマートウォッチと同様に、メール・電話・SNSの着信・スケジュールのプッシュ通知やタイマー・アラームなどの機能も持つ。2015年に第2版が販売されたが、第3版は出ない模様。
2019年に、クラウドサービスのMicrosoft Healthとともにサポートが終了した。